# Renato Carvalho Fernandes
Renato Carvalho Fernandes (Araguari, 9 de março de 1981) é um oficial da reserva do Exército Brasileiro, advogado e político brasileiro, filiado ao partido Republicanos. É o atual prefeito de Araguari, Minas Gerais, tendo sido eleito em 2020 e reeleito em 2024.

### Formação e carreira militar
Nascido em Araguari, é filho de João Fernandes Filho e Helena de Fátima Carvalho Fernandes. Estudou em escolas da rede pública e particular da cidade, como a Escola Estadual Professor Antônio Marques e o Colégio Objetivo. Ingressou na carreira militar aos 17 anos, ao ser aprovado na Escola Preparatória de Cadetes do Exército (EsPCEx) e, posteriormente, na Academia Militar das Agulhas Negras (AMAN), onde se formou em 2003 como oficial de carreira na área de logística.
Durante sua trajetória militar, serviu em sete estados brasileiros, alcançando o posto de major antes de passar para a reserva remunerada em 2020. É também formado em Direito pela Universidade Potiguar (2010) e possui especialização em Auditoria e Controladoria (2016).

## Carreira política

#### Mandato como prefeito (2021–2024)
Foi eleito prefeito de Araguari nas eleições municipais de 2020 com 44,45% dos votos válidos, tendo como vice Maria Cecília Araújo. A posse ocorreu em 1º de janeiro de 2021, marcada por restrições sanitárias devido à pandemia de COVID-19.
Durante seu primeiro mandato, a administração priorizou medidas de informatização, desburocratização e gestão baseada em dados. Foram implementadas ações voltadas à transparência pública e à modernização dos serviços administrativos.
Na área da educação, a gestão implantou um sistema de monitoramento da evasão escolar (FaceSchool) e integrou ações de saúde e educação com a concessão de um 14º salário para escolas com alto índice de vacinação infantil. Em 2023, a taxa de vacinação alcançou 98,5%.

#### Reeleição (2024)
Em 2024, Renato foi reeleito com 78,39% dos votos válidos (50.915 votos). Sua candidatura foi sustentada por uma ampla coligação partidária, e o plano de governo teve como base metas alinhadas aos Objetivos de Desenvolvimento Sustentável (ODS), incluindo temas como combate à pobreza, sustentabilidade, igualdade de gênero, educação integral e crescimento urbano inclusivo.
A partir de 2025, foi anunciado que todas as novas vagas da rede municipal de ensino serão destinadas ao ensino em tempo integral. Todas as novas vagas na rede municipal serão exclusivamente para período integral, garantindo melhor aprendizado e mais oportunidades para os alunos.

## Vida pessoal
Renato é casado com Ana Carolina Naves Peixoto, com quem tem três filhos.